# Otomys simiensis
Otomys simiensis és una espècie de mamífer rosegador de la família dels múrids. És endèmic d'Etiòpia. Es tracta d'un representant petit del complex d'espècies Otomys typus. Té el pelatge dorsal de color marró fosc, mentre que el pelatge ventral és gris pàl·lid. El seu hàbitat natural són els boscos amb espècies com ara Erica arborea, Hypericum revolutum i Rosa abyssinica. El seu nom específic, simiensis, significa 'de Simien' en llatí.